# Pilar Uribe
Pilar Uribe (Nueva York, 30 de mayo de 1970)  es una actriz de televisión, cine, teatro y de doblaje colomboestadounidense, popular por su papel de María Beatriz Valencia en la reconocida telenovela colombiana Yo soy Betty, la fea.

## Carrera
Pilar Uribe nació en Nueva York, hija de padres colombianos oriundos del departamento del Tolima. Estudió arte dramático en la Universidad Sweet Briar en Virginia y en la Academia de Artes Dramáticos en Nueva York y realizó algunos papeles en cine, teatro y televisión en ese país. A comienzos de la década de 1990 se mudó a Colombia, donde logró popularidad tras hacer parte del reparto de producciones de televisión como Okidoki, Eternamente Manuela, Guajira y Perfume de agonía. Sin embargo, su papel más recordado es el de María Beatriz Valencia en la exitosa telenovela de Fernando Gaitán Yo soy Betty, la fea. Después de su actuación en la mencionada producción, se le pudo ver en otras telenovelas, películas y series colombianas como No renuncies Salomé, A donde va Soledad y Pobre Pablo. Años más tarde regresó a los Estados Unidos realizando apariciones esporádicas en producciones de ese país como en la serie Bloodline en 2017, interpretando a Kiki.

## Cine y televisión
- Betty, la fea: la historia continúa (2024) María Beatriz Valencia
- Imagine Air Theatre (2024) Janet
- Alégrame el día (2023) Cathy Beck
- Dying to Meet You (202) Diana
- El gato con Botas: El último deseo (2022)
- Cookie Run Kingdom (2021)
- El cartel (2008)
- No renuncies Salomé (2003)
- La toma de la embajada (2000)
- Adónde va Soledad (2000)
- Pobre Pablo (2000)
- Yo soy Betty, la fea (1999-2001) María Beatriz Valencia
- La madre (1998-1999) - Regina
- Copas amargas (1996)
- Guajira (1996) - Cindy de Uribe
- Eternamente Manuela (1995)
- Wonderguy (1993)